# Australaena zimmermani
Australaena zimmermani är en spindelart som beskrevs av Lucien Berland 1942. Australaena zimmermani ingår i släktet Australaena och familjen spökspindlar. Inga underarter finns listade.